# Cyamus
A Cyamus a felsőbbrendű rákok (Malacostraca) osztályának a felemáslábú rákok (Amphipoda) rendjébe, ezen belül a bálnatetűfélék (Cyamidae) családjába tartozó nem.

## Rendszerezés
A nembe az alábbi 18 faj tartozik:
- Cyamus antarcticensis Vlasova, 1982
- Cyamus bahamondei Buzeta, 1963
- Cyamus balaenopterae K. H. Barnard, 1931
- Cyamus boopis Lütken, 1870
- Cyamus catodontis Margolis, 1954
- Cyamus ceti (Linnaeus, 1758)
- Cyamus erraticus Roussel de Vauzème, 1834
- Cyamus eschrichtii Margolis, McDonald & Bousfield, 2000
- Cyamus gracilis Roussel de Vauzème, 1834
- Cyamus kessleri A. Brandt, 1873
- Cyamus mesorubraedon Margolis, McDonald & Bousfield, 2000
- Cyamus monodontis Lutken, 1870
- Cyamus nodosus Lutken, 1861
- Cyamus orcini Leung, 1970
- Cyamus orubraedon Waller, 1989
- Cyamus ovalis Roussel de Vauzème, 1834
- Cyamus rhytinae (J. F. Brandt, 1846)
- Cyamus scammoni Dall, 1872